# Campionato Carioca di pallavolo femminile
Il Campionato Carioca è un torneo pallavolistico per squadre di club brasiliane dello stato di Rio de Janeiro, istituito dalla Federazione pallavolistica di Rio de Janeiro.

## Storia
La Federação de Volley-Ball do Estado do Rio de Janeiro nasce il 14 settembre 1938, come Federação Metropolitana de Volley-Ball, per opera di diversi club locali, tra i quali l'América-RJ, il Botafogo, il Flamengo, il Vasco da Gama e il Tijuca.
Nel corso degli anni tre squadre su tutte hanno dominato la competizione: il Fluminense, il Flamengo e il Botafogo, ma dopo il 2000 anche il Rio de Janeiro è riuscito a imporre la propria egemonia.

## Albo d'oro
| Anno          | Podio               | Podio          | Podio                |
| Campione      | Seconda             | Terza          |                      |
| ------------- | ------------------- | -------------- | -------------------- |
| 1938 Dettagli | Flamengo            | -              | -                    |
| 1939 Dettagli | Botafogo            | -              | -                    |
| 1940 Dettagli | Botafogo            | -              | -                    |
| 1941 Dettagli | Fluminense          | -              | -                    |
| 1942 Dettagli | Fluminense          | -              | -                    |
| 1943 Dettagli | Grêmio Tabajara     | -              | -                    |
| 1944          | Non disputato       | Non disputato  | Non disputato        |
| 1945 Dettagli | Grêmio Tabajara     | -              | -                    |
| 1946 Dettagli | Botafogo            | -              | -                    |
| 1947 Dettagli | Botafogo            | -              | -                    |
| 1948 Dettagli | Botafogo            | -              | -                    |
| 1949          | Non disputato       | Non disputato  | Non disputato        |
| 1950 Dettagli | Botafogo            | -              | -                    |
| 1951 Dettagli | Flamengo            | -              | -                    |
| 1952 Dettagli | Flamengo            | -              | -                    |
| 1953 Dettagli | Fluminense          | -              | -                    |
| 1954 Dettagli | Flamengo            | -              | -                    |
| 1955 Dettagli | Flamengo            | -              | -                    |
| 1956 Dettagli | Fluminense          | -              | -                    |
| 1957 Dettagli | Fluminense          | -              | -                    |
| 1958 Dettagli | Fluminense          | -              | -                    |
| 1959 Dettagli | Fluminense          | -              | -                    |
| 1960 Dettagli | Fluminense          | -              | -                    |
| 1961 Dettagli | Fluminense          | -              | -                    |
| 1962 Dettagli | Fluminense          | -              | -                    |
| 1963 Dettagli | Fluminense          | -              | -                    |
| 1964 Dettagli | Botafogo            | -              | -                    |
| 1965 Dettagli | AABB Rio de Janeiro | -              | -                    |
| 1966 Dettagli | AABB Rio de Janeiro | -              | -                    |
| 1967 Dettagli | Fluminense          | -              | -                    |
| 1968 Dettagli | Fluminense          | -              | -                    |
| 1969 Dettagli | Fluminense          | -              | -                    |
| 1970 Dettagli | Fluminense          | -              | -                    |
| 1971 Dettagli | Fluminense          | -              | -                    |
| 1972 Dettagli | Fluminense          | -              | -                    |
| 1973 Dettagli | Fluminense          | -              | -                    |
| 1974 Dettagli | Fluminense          | -              | -                    |
| 1975 Dettagli | Fluminense          | -              | -                    |
| 1976 Dettagli | Fluminense          | -              | -                    |
| 1977 Dettagli | Fluminense          | -              | -                    |
| 1978 Dettagli | Flamengo            | -              | -                    |
| 1979 Dettagli | Flamengo            | -              | -                    |
| 1980 Dettagli | Fluminense          | -              | -                    |
| 1981 Dettagli | Flamengo            | -              | -                    |
| 1982 Dettagli | Fluminense          | -              | -                    |
| 1983 Dettagli | Fluminense          | Supergasbrás   | -                    |
| 1984 Dettagli | Flamengo            | -              | -                    |
| 1985 Dettagli | Supergasbrás        | -              | -                    |
| 1986 Dettagli | Supergasbrás        | -              | -                    |
| 1987 Dettagli | Lufkin              | -              | -                    |
| 1988 Dettagli | Lufkin              | -              | -                    |
| 1989-90       | Non disputato       | Non disputato  | Non disputato        |
| 1991 Dettagli | Rio Forte           | -              | -                    |
| 1992          | Non disputato       | Non disputato  | Non disputato        |
| 1993 Dettagli | Rio Forte           | -              | -                    |
| 1994 Dettagli | Fluminense          | -              | -                    |
| 1995 Dettagli | Botafogo            | -              | -                    |
| 1996          | Non disputato       | Non disputato  | Non disputato        |
| 1997 Dettagli | Fluminense          | -              | -                    |
| 1998 Dettagli | Macaé               | -              | -                    |
| 1999 Dettagli | Paraná              | Flamengo       | -                    |
| 2000 Dettagli | Vasco da Gama       | Flamengo       | Paraná               |
| 2001 Dettagli | Automóvel           | Macaé          | Paraná               |
| 2002          | Non disputato       | Non disputato  | Non disputato        |
| 2003 Dettagli | Automóvel           | Macaé          | -                    |
| 2004 Dettagli | Rio de Janeiro      | Automóvel      | -                    |
| 2005 Dettagli | Rio de Janeiro      | Macaé          | -                    |
| 2006 Dettagli | Rio de Janeiro      | Macaé          | -                    |
| 2007 Dettagli | Rio de Janeiro      | Resende        | Quissamã             |
| 2008 Dettagli | Rio de Janeiro      | Botafogo       | Fluminense           |
| 2009 Dettagli | Rio de Janeiro      | Macaé          | Quissamã             |
| 2010 Dettagli | Rio de Janeiro      | Macaé          | Selezione Carioca JR |
| 2011 Dettagli | Rio de Janeiro      | Macaé          | Flamengo             |
| 2012 Dettagli | Rio de Janeiro      | Fluminense     | Volta Redonda        |
| 2013 Dettagli | Rio de Janeiro      | Fluminense     | Flamengo             |
| 2014 Dettagli | Rio de Janeiro      | Canto do Rio   | Flamengo             |
| 2015 Dettagli | Rio de Janeiro      | Fluminense     | Botafogo             |
| 2016 Dettagli | Fluminense          | Rio de Janeiro | Tijuca               |
| 2017 Dettagli | Rio de Janeiro      | Fluminense     | Botafogo             |
| 2018 Dettagli | Rio de Janeiro      | Fluminense     | Flamengo             |
| 2019 Dettagli | Rio de Janeiro      | Flamengo       | Fluminense           |
| 2020 Dettagli | Rio de Janeiro      | Fluminense     | Tijuca               |
| 2021 Dettagli | Rio de Janeiro      | Fluminense     | -                    |
| 2022 Dettagli | Rio de Janeiro      | Fluminense     | Tijuca               |

## Palmarès
| Squadra             | Titolo | Edizione |
| ------------------- | ------ | --- |
| Fluminense          | 28     | 1941, 1942, 1953, 1956, 1957, 1958, 1959, 1960, 1961, 1962, 1963, 1967, 1968, 1969, 1970, 1971, 1972, 1973, 1974, 1975, 1976, 1977, 1980, 1982, 1983, 1994, 1997, 2016 |
| Rio de Janeiro      | 18     | 2004, 2005, 2006, 2007, 2008, 2009, 2010, 2011, 2012, 2013, 2014, 2015, 2017, 2018, 2019, 2020, 2021, 2022                                                             |
| Flamengo            | 9      | 1938, 1951, 1952, 1954, 1955, 1978, 1979, 1981, 1984 |
| Botafogo            | 8      | 1939, 1940, 1946, 1947, 1948, 1950, 1964, 1995 |
| Grêmio Tabajara     | 2      | 1943, 1945 |
| AABB Rio de Janeiro | 2      | 1965, 1966 |
| Supergasbrás        | 2      | 1985, 1986 |
| Lufkin              | 2      | 1987, 1988 |
| Rio Forte           | 2      | 1991, 1993 |
| Automóvel           | 2      | 2001, 2003 |
| Macaé               | 1      | 1998 |
| Paraná              | 1      | 1999 |
| Vasco da Gama       | 1      | 2000 |